# Guldbagge 1981

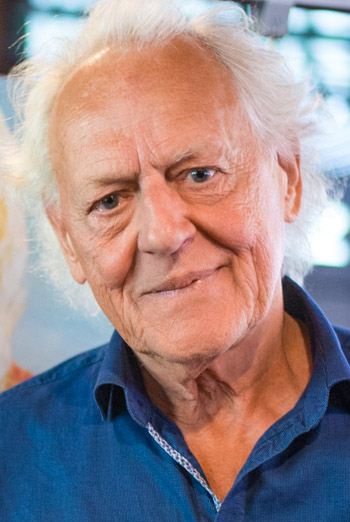
Kay Pollak vinse il premio come miglior film e miglior regista. La pellicola si aggiudicò anche il premio per la miglior attrice

La 17ª edizione del Premio Guldbagge, che ha premiato i film svedesi del 1980 e del 1981, si è svolta a Stoccolma il 30 ottobre 1981.

## Vincitori
Miglior film
- Barnens ö, regia di Kay Pollak

Miglior regista
- Kay Pollak - Barnens ö

Miglior attrice
- Gunn Wållgren - Sally och friheten

Miglior attore
- Ingvar Hirdwall - Barnens ö

Premio Speciale
- Göteborg Film Festival

Premio Ingmar Bergman
- Lasse Åberg - Sällskapsresan